# Hrvoje Benić
Hrvoje Benić (Dubrovnik, 1992. április 26. – ) világbajnoki bronzérmes horvát válogatott vízilabdázó, center, a Jug Dubrovnik játékosa.

## Eredmények

### Klubcsapattal

#### Jug Dubrovnik
- Horvát bajnokság: Aranyérmes: 2018-19
- Adria-liga: Ezüstérmes: 2018-19

### Válogatottal

#### Horvátország
- Világbajnokság: Bronzérmes: Kvangdzsu, 2019